# Gastrophryninae
Gastrophryninae – podrodzina płazów bezogonowych z rodziny wąskopyskowatych (Microhylidae). 

## Zasięg występowania
Podrodzina obejmuje gatunki występujące w Ameryce.

## Podział systematyczny
Do podrodziny należą następujące rodzaje:
- Arcovomer Carvalho, 1954 – jedynym przedstawicielem jest Arcovomer passarellii Carvalho, 1954
- Chiasmocleis Méhely, 1904
- Ctenophryne Mocquard, 1904
- Dasypops Miranda-Ribeiro, 1924 – jedynym przedstawicielem jest Dasypops schirchi Miranda-Ribeiro, 1924
- Dermatonotus Méhely, 1904 – jedynym przedstawicielem jest Dermatonotus muelleri (Boettger, 1885) – gruboskórnik termitojad[8]
- Elachistocleis Parker, 1927
- Gastrophryne Fitzinger, 1843
- Hamptophryne Carvalho, 1954
- Hypopachus Keferstein, 1867
- Myersiella Carvalho, 1954 – jedynym przedstawicielem jest Myersiella microps (A.M.C. Duméril & Bibron, 1841)
- Stereocyclops Cope, 1870